# تلمبه ضیایی
تلمبه ضیایی یک منطقهٔ مسکونی در ایران است که در دهستان رامجرد یک واقع شده‌است.